# Vườn quốc gia Tây Kiang
Vườn quốc gia Tây Kiang là một trong những khu bảo tồn động vật hoang dã lớn nhất và quan trọng nhất tại Gambia. Nó được công nhận là vườn quốc gia vào năm 1987 và được quản lý bởi Bộ Quản lý Vườn quốc gia và động vật hoang dã Gambia.
Nó có diện tích 11.526 ha, nằm trên bờ phía nam của sông Gambia, thuộc hạ lưu sông tại huyện Tây Kiang. Nó cách làng Tendaba 5 km (3,1 dặm), thủ đô Banjul 145 km (90 dặm), và cách bờ biển Gambia khoảng 100 km (62 dặm). Sông Gambia là ranh giới phía bắc của vườn quốc gia. Ba con lạch chia vườn quốc gia thành ba phần. Vườn quốc gia không có dân cư sinh sống, với ngôi làng nằm gần nhất là ngay tại ngoài cửa.
Hầu hết địa hình tại đây là cao nguyên thấp, và là chủ yếu là xavan khô rụng lá, ngoài ra cũng có các bãi triều và rừng ngập mặn.

## Động thực vật

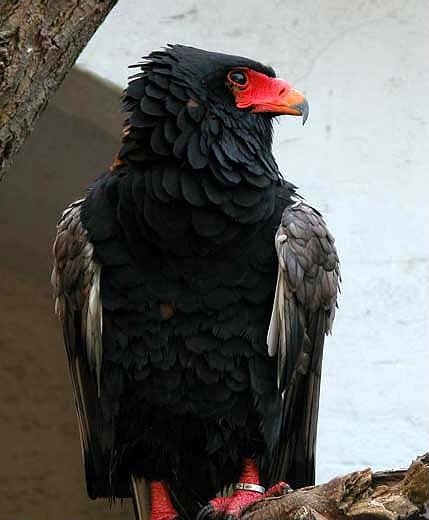
Loài đại bàng Bateleur, biểu tượng không chính thức của vườn quốc gia.

Thảm thực vật chủ yếu là xavan khô rụng lá. Các loài cây chính bao gồm cây bao báp (Adansonia digitata), keo đỏ (Acacia seyal), Pterocarpus erinaceus, Ceiba pentandra, Terminalia macroptera, Prosopis africana, các loài chi Ficus và cây bụi họ Hòa thảo (Andropogon).
Vườn quốc gia có sự đa dạng về các loài động vật, với hơn 300 loài chim, chiếm một nửa số loài chim tại Gambia. Trong đó có 21 loài chim săn mồi như ưng, đại bàng, kền kền. Đại bàng Bateleur được coi là biểu tượng của vườn quốc gia. Ngoài ra là các loài bò sát như trăn châu Phi, cá sấu sông Nin, thằn lằn Nin... các loài động vật có vú gồm Rái cá không vuốt châu Phi, lợn biển Tây Phi, cá heo lưng bướu, linh cẩu đốm, linh miêu tai đen, linh miêu đồng cỏ, báo hoa mai, linh dương hoẵng, linh dương Sitatunga và lợn nanh sừng.